# Heterothele ogbunikia
Heterothele ogbunikia là một loài nhện trong họ Theraphosidae.
Loài này thuộc chi Heterothele. Heterothele ogbunikia được miêu tả năm 1990 bởi Smith.